# Русская красавица (диадема)

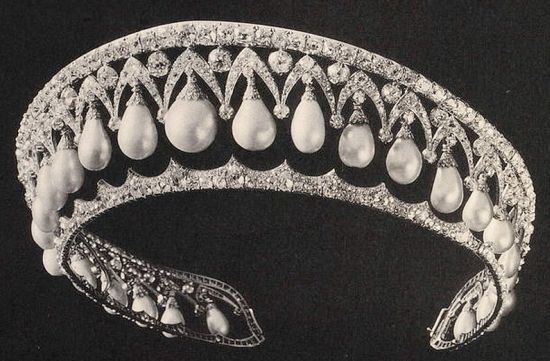
Фотография диадемы, сделанная, очевидно, незадолго до продажи, 1920-е

«Русская красавица» (англ. The Russian beauty) — диадема, изготовленная по приказу императора Николая I для своей жены Александры Федоровны в 1841 году.

## История
Диадема, подражающая форме кокошника, была изготовлена ювелиром Карлом Эдуардом Болиным из платины, бриллиантов и крупных каплевидных жемчужин. В 1920-е диадема, как и многие другие драгоценности императорского дома, была продана на Запад. Какое-то время ею владела Глэдис, вторая жена 9-го герцога Мальборо. После её смерти в 1977 году диадема была продана в коллекцию Имельды Маркос, первой леди Филиппин, позже была конфискована государством.
В 2015 году Президентская комиссия Филиппин PCGG приступила к рассмотрению предложений аукционных домов Sotheby's и Christie's по новой, безвозмездной оценке лотов, ранее сделанной в 1990 году. Лоты включают в себя драгоценности, принадлежавшие первой леди Филиппин Имельде Маркос. Правительство изучает возможность продажи их на одном из аукционов.

## Копия
В 1987 году группа советских художников и ювелиров (В. Николаев, В. Ситников, Г. Алексахин) воссоздала «Русскую красавицу» по сохранившимся изображениям, добившись почти полной идентичности. Реплика изготовлена из платины, украшена тысячей бриллиантов и 25 жемчужинами (как и в оригинале, сохраняющими подвижность), её вес составляет около 400 г. Хранится в Алмазном фонде в Московском Кремле.